# Gião (Santa Maria da Feira)
Gião is een plaats (freguesia) in de Portugese gemeente Santa Maria da Feira en telt 1 676 inwoners (2001).